# 全能悖論

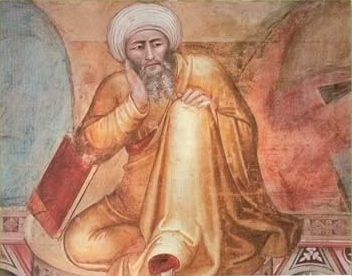
伊本·鲁世德（1126–1198）是一个很早就意识到全能悖论存在的穆斯林哲学家。

全能悖论（omnipotence paradox）是一组关于「全能」概念在语义學上的悖论，它包含两个方面的问题：一、一个全能的个体在逻辑上是否成立？二、「全能」这个用语的含义到底是什么？该悖论的内容是：如果任一個體是「全能」的話，那么他就一定能夠制訂出一個他不能履行的工作，如此他就不會是全能的；反之，若一个「全能」的個體不能夠制訂出一個他不能履行的工作，如此他也不會是全能的。因此，無論他能否制訂這項工作，他都不會是全能的。

## 簡介
当代，关于该悖论的一个通俗版本是：「上帝能够创造一块连他自己都搬不动的石头吗？」这个问题是难以回答的。那該個體要么能够创造一块他自己搬不动的石头，要么就不能创造一块他自己搬不动的石头。如果他能创造这样的一块石头，那么他就会搬不动这块石头，那么他就必然不是全能的；如果他不能造这样的一块石头，那他本身就已經不是全能的了。但如果這個「全能」的個體是定義為只在完成一件事內皆為全能，則不會造成悖論，如：如果這個個體要創造出一塊他搬不動的石頭，因為全能的能力他可以創造出來，但要證明他搬不動則是要完成另一件事，但如果重新成立一件事那他當然就可以搬的動那塊石頭，原因是上一個命題裡那塊他搬不動的石頭所使用的全能僅限在完成一次事件中，如果再多成立一個事件，則上一個事件所使用的「全能」會被覆蓋掉，因為一開始所給的定義是只在這一件事內他可以做到全能的創造力，當然也包括阻礙他「全能」的這個命題，而這類物體的存在與他的「全能」並不相矛盾。因此這個悖論的前提必須建築在「全能」的力量連續完成一次以上的事件，但是用這種單一事件來解釋全能會被語言敘述方法的改變而出現問題，因為兩動作可以併成一個來陳述，如：全能的個體是否能在其肩上找到一塊他自己扛不動的石頭。
另有一个经典悖论与此也有相似之处，即不可抗拒的力量悖论：「如果一种不可抗拒的力量遇到了一个无法撼动的物体会怎么样」？即「矛盾」：全能之矛與全能之盾能否共存？对该问题的两难回答是：如果世间真有这样一种力量，那么世上就不可能有无法撼动的物体；如果世间真有一个无法撼动的物体，那么世上就不会有不可抗拒的力量。如果承认这个两个回答中的任何一种，就势必承认不可能存在全能的個體，因此無解；但前提是这兩種东西分在不同人的手中，成为对立，若他们全都为一人持有，則不会也不需要相互矛盾。
其实，一些宗教典籍中本身就包含了这種矛盾，无需再用其他问題質問。比如《圣經》，在《創世紀》1章3節：「神說：『要有光』，就有了光。」然而，同是这位全知全能的神，卻花了六天才創造世界；这本身就是悖論。
全能悖論也有許多相關的引申，如全能者是否能「化圓為方」等許多可能無解或未解的問題。

## “全能”一词的含义
英国哲学家彼得·积奇将该悖论中的“全能”概念作出了分类：
1. “Y完全全能 (absolutely omnipotent) ”：表示Y完全可以做任何事。在这种意义下，Y可以做任何可以用语言表述的事物，甚至自相矛盾的事物（即Y可以同時處於X及X'）。也就是说，Y的能力不受人类有限的思想和知识限制[3]。笛卡尔关于上帝的论述中支持的就是这个概念。在这种意义上，全能悖论确实存在逻辑矛盾，但悖论并不存在。
2. “Y全能 (omnipotent) ”：表示只要X在逻辑上可能，Y就有能力做X这件事。托马斯·阿奎那的神学看法中持有的就是这种观点[4]。哲学家麦罗德（George I. Mavrodes）提出的这种全能不能完全解决全能悖论，例如X是“制造一个连制造者都搬不动的东西”，这在逻辑上是完全可能的：一个人完全可以有建造一艘他自己都搬不动的船的能力[5]。但这种观点却依然存在逻辑漏洞，因为当“制造者”包含全能者时，“制造者搬不动的东西”在逻辑上是不可能的。
3. “Y全能”：表示只要“Y可以做X”这个论述在逻辑上可能，Y就有能力做X这件事。这里有一个重要的前提是，所谓的“這個論述逻辑上可能”必須符合对Y而言（滿足Y的性質），且与从其他事物的角度上看这种逻辑可能或不可能无关。纵观托马斯·阿奎那的著作，有的时候他持的似乎又是这个观点[6]。在这种意义上，麦罗德指出全能悖论已经不存在，因为“上帝制造一块他自己都搬不动的石头”这个行为在逻辑上是不可能的。
4. “Y大能 (almighty) ”：表示Y不仅比任何其他的事物更有能力，并且任何事物在能力上都是不可能赶超Y的[3]。虽然这个意义也能消除全能悖论，但是这样上帝显然也就不是全能的了。从意大利哲学家安瑟伦的作品中看，他似乎在指出，正是因为上帝“大能”而非“全能”，才使得上帝看起来更加“全能”。[7]

圣奥古斯丁在《上帝之城》中写到：“[上帝]全能意味着他可以做他想做的任何事情。”这里奥古斯丁所说的全能指的是，如果Y想做X，那么Y就一定能并且会去做X。
此外还有意見認為，“全能”有偶发全能和本质全能的区别。本质全能指一个神或者其他超自然事物从根本上就是全能的，而偶发全能指神或者其他超自然事物只能在某个时候是全能的，此后又变回非全能的状态。对全能悖论中的“全能”到底是“偶发全能”和“本质全能”的不同理解，将引起讨论方式上的重大差异。
一些哲学家坚信上帝是完全全能的，例如笛卡尔在他的《第一哲学沉思录》中就强调了这个观点。同时，也有一些哲学家认为把神或者其他超自然事物看做要么全能，要么不全能这种想法根本就是不正确的，因为人类理解的全能本身就分为多个层次上的全能。近代对全能悖论的研究，还注意到了语言对于全能概念表述的内在限制。如果人类的语言不能正确的表达全能的概念，那么人类在哲学上甚至有可能不能理解全能这一概念。

## 对悖论的回应

### 常见的哲学回应
哲学家科安认为这个悖论最重要的内容是告诉我们上帝不可能是全能的。
对于全能悖论的一种通俗回答是，既然已经规定了上帝全能，那么“搬不动”一词就没有逻辑上的含义，那么悖论也就无效了。
英国作家及护教家C·S·刘易斯则认为，对于研究像全能这样的概念，再去讨论一个“很重，重到连上帝都搬不动的石头”是没有意义的，就好像讨论一个“方形的圆”一样。所以说问“上帝能不能创造一块连他自己都搬不动的石头”就像问“上帝能不能画一个方形的圆”一样，是没有意义的。让上帝去创造一个自己搬不动的石头意味着要让上帝同时创造一种能力和一种无能：创造石头的能力和不具备举起它的能力。这个悖论从根本上指出上帝将不再全能，因为他有不能做的事，但同时全能的定义就是没有不能做的事（即在论证不是全能的同时，默认了上帝不是全能的）。
另外一个观点是，如果上帝是全能的，那么他就必定能够暂时去除自己全能的能力。那么他就可以先取消自己的搬很重的重物的能力，造一块自己都搬不动的石头，然后再恢复自己的全能，去搬这个石头。这种观点承认了上帝有创造一个他自己都搬不动的石头的能力，但是石头搬不动这件事情却是他自己限定的，因此只要他不去讓自己搬不動任何石頭，他就還是全能。繼而出現「上帝能否想像出一件他永遠無法創造的物件」則完美解破暂时失去能力的說法；但同时按照这个說法，上帝只要永远不去創造这个东西，他就「永远无法創造」。
我们另外可以假设，上帝全能正是因为上帝有克服各种自身“不能”的能力。如果这样理解，那么上帝确实可以造出一块很重的石头，是他暂时不能搬动的。但是他将立即获得能够搬动这块石头的能力，因此上帝似乎仍是全能的。但是这种假设的问题在于，如果上帝是这种意义上的全能，那么他就必须不断地增强自己的能力，那么他就永远不是全能的，因为他一直都在趋近于全能。
另一神學解釋為，上帝能造出一塊石頭且他有能力決定是否要搬他，若是不搬即為全能者所不能搬的石頭廣義為「全能者搬不動的石頭」。但若將命題改為「上帝能否想像出一件他永遠無法創造的物件」則解破能力控制的說法。
1955年，澳大利亚哲学家约翰·莱斯利·麦基在哲学期刊《心灵》（Mind）上发表了一篇文章，试图用区分第一类全能（无限的能力）和第二类全能（无限的能力来决定做什么而不做什么，获得什么而不获得什么）来解决全能悖论 。他认为，如果一个全能的神同时是第一类全能和第二类全能的话，那么他就迟早会需要限制他自己的能力，从而变得不再全能。该文章发表以后引起的一些争论，矛头指向是否应该使用正式逻辑来理解全能悖论，从而规避悖论的本质。
另外一种对全能悖论的回答是，全能需要被准确的定义，而不是简单地理解为“完全全能”。只要规定了全能不包括逻辑上不可能的行为和事，那么全能悖论就不再存在。近代哲学对于支持这种观念的论据主要来自麦罗德。麦罗德基本和C·S·刘易斯是一致的，他认为问上帝能不能创造一块他自己都搬不动的石头就像问上帝能不能画一个方形的圆一样，是没有意义的。

### 偶发全能和本质全能
如果将全能理解为偶发全能，那么上帝就可以在某一段时间里使自己暂时不全能，那么能否创造他自己搬不动的石头就不成其为悖论了。但是偶发全能的理解，却让人怀疑这种全能能否算是全能，或者只是一般意义上的“大能”而已。不过，主动放弃全能的能力却正是基督教与救主降临和耶稣神性有关论断中的核心内容。
如果一個個體是本質全能，那他就能夠解開這個悖論——只要我們能接受全能並不一定為絕對全能。該全能者為本質全能，因此他並不能變得非全能，更進一步的講，該全能者不能做違反邏輯的事。創造一塊全能者都搬不動的石頭是不可能的。而全能者不能創造這石頭，但還是能保有其全能。這解說並無違反定義2，只要我們知道該全能者是本質全能而非偶發全能。不過，對非全能者而論，減少自身的能力是有可能的，因此會出現一個矛盾的狀況是非全能者能做一些事情，但一個本質全能者不能做。
這是奧古斯丁的理論的基礎，在他的上帝之城中：
|  | For He is called omnipotent on account of His doing what He wills, not on account of His suffering what He wills not; for if that should befall Him, He would by no means be omnipotent. Wherefore, He cannot do some things for the very reason that He is omnipotent. |

（上帝被稱作全能乃是因為他能隨心所欲，而並非在於他是否能給自己一道難題，再說，他也沒有興趣為難自己，因為倘若他作出此舉，他便不能再被稱作全能，因此，上帝之所以為全能，乃是因為他沒辦法做出某些事情。）
因此奧古斯汀以此為理據指上帝不能做任何東西或事情來令上帝並非上帝。
部份哲學家，包括笛卡兒認為如果全能的定義是指全能者可以做邏輯上不合理的事的話，這矛盾就能被解決。在這狀況下，該全能者可以創造一塊他舉不起的石頭，但亦都能不管三七廿一的把該石塊舉起來。在假設上，這樣的存在亦能令2+2=5變成數學上可能，或是創造一個正方的三角形。這種解決矛盾的方式，因為定義本身的邏輯一致性，而有其問題。矛盾可能有被解決，不過其犧牲了一致性而讓邏輯變成次協調性邏輯。如果以雙面真理說或其他邏輯超理方式來談，則這可能看來並非一個問題。

### 语义学与全能悖论
一般理解路德维希·维特根斯坦在他的《逻辑哲学论》中想表达的意思是，我们的语言是没有能力表述像“全能”这样的概念的。在《逻辑哲学论》的第六章第四节以前，维特根斯坦一直都在逻辑实证主义的范畴内讨论问题。但是从第六章第四节开始，维特根斯坦提出，对于我们远离我们日常经验的事物，例如人种这个概念，还有其他几类先验的概念，像死后、上帝等等，是我们有限的语言所不能描述的。因此受语言所限，在这些领域里转圈，是得不到有效答案的。
维特根斯坦的《逻辑哲学论》使“全能悖论”变成了一个语义学问题。根据他的著作《逻辑哲学论》（Tractatus），试图建立这类全能悖论的努力是徒劳的，因为人类没有对全能的日常经验，甚至一个经验是否与“全能”相关都无法判断，那么人类创造出来的有限的语言又怎么能够描述“全能”呢？维特根斯坦在《逻辑哲学论》说：“如果我们说不出来，就最好保持沉默。”维特根斯坦对于“全能悖论”的论述对20世纪以来的哲学家和神学家有很大影响，英国哲学家黛维·菲利普就是一例。
有趣的是，维特根斯坦晚年的著作似乎是和《逻辑哲学论》中的观点是矛盾的。这些观点反而成了后人用于反驳“全能悖论”是语义学问题的指南。

## “全能悖论”的其他变体

### 数学
早在公元6世纪时，伪狄奥尼修斯就指出了“全能悖论”和《使徒行传》中记载的圣保罗和魔法师Elmyas的辩论（Acts 13:8）有相似之处，只不过《使徒行传》中，他们之间辩论的问题是上帝是否能够“否定自己”。11世纪时，安瑟伦又提出，即使上帝做不到某些事情，他仍然可以是全能的。

一个在欧几里得平面上的三角形，它的三条边、三个角、三个顶点标记如图。三角形的三个内角之和，即 α + β + γ，应该等于180°

托马斯·阿奎那对于全能悖论提出过一个更深刻的问题，即“上帝能否创造一个内角和不是180°的三角形。”他在《哲学大全》中说：
|  | 因为逻辑、几何、代数中的一些定律是仅仅是从基于最根本的自然规律建立的公式化原则中导出的，所以上帝是无法做违反这些定律的事情的。例如，他不能创造一类不是物种的动物，也不能画一条通过圆心但是不等分圆的直线，更不能画一个内角和不等于两直角之和的三角形。 |

拉丁文原文：
|  | Cum principia quarundam scientiarum, ut logicae, geometriae et arithmeticae, sumantur ex solis principiis formalibus rerum, ex quibus essentia rei dependet, sequitur quod contraria horum principiorum Deus facere non possit: sicut quod genus non sit praedicabile de specie; vel quod lineae ductae a centro ad circumferentiam non sint aequales; aut quod triangulus rectilineus non habeat tres angulos aequales duobus rectis. |

虽然说非欧几何中一个三角形的内角和可以不等于180°，但是这并不能解决阿奎那给出的悖论。例如，在椭圆几何中，我们仍然可以问，“上帝在椭圆几何的世界里能画一个内角和小于或等于180°的三角形吗？”核心问题在于，上帝是否能够在一个体系中，却同时超越这个体系的基本规律。

### 政治学
全能悖论同时也是政治学中的一个问题。例如在议会主权的探讨中，如果规定某个机构擁有全能的法律权力，那么该机构就无法约束自己；如果要求某个机构能够约束自己，那么它就无法拥有全能的法律权力。因此，似乎是要么只能设立一种政府机构，虽然缺乏自我约束，但是却能够在漫长的历史过程中始终有调整法律以适应现实的能力；要么只能保证政府机构的自我约束，但是这样法律就不能根据现实灵活调整。

### 物理学
从某种意义上说，全能悖论的经典表述，“上帝是否能够创造一块连他自己都搬不动的石头”，是建立在亚里士多德世界观之上的。如果考虑地球轨道和地球相对于太阳的公转，那么完全可以说，这个石头自创造之时起就已经是被搬起来了的，因为物理学理论指出“搬起”，即移动某个物体取决于这个物体被赋予的加速度。当然这么理解就跟全能悖论无关了，因为全能悖论讨论的是上帝的全能问题。只要增加一个条件（上帝有一天创造了一个符合亚里士多德世界观的宇宙），全能悖论就就继续有效。
在伊森艾倫的理據中講述原罪、自然神話及一些其他經典啟示時，於第三章第四節中他記述全能本身並不能讓動物生命脫離死亡，因為改變和死亡都是該種生命被給予的定義。他論述一個不能沒有其他，就像沒有相對數量的山峰就沒有山谷，或是我亦不能同時存在和不存在。("the one cannot be without the other, any more than there could be a compact number of mountains without valleys, or that I could exist and not exist at the same time, or that God should effect any other contradiction in nature.")他被朋友稱為自然神論者，艾倫接納一個神聖的存在，不過在理據全書中，他亦爭論個神聖的存在一定會被邏輯所限制。
笛卡尔在《哲学原理》中用全能悖论驳斥了早期原子论。他指出，所谓存在“既不可见又不可分割”的原子的论述与“上帝存在”是矛盾的。上帝怎么可能会创造出一种连他自己都不能分割的微粒呢？

### 引用
1. ↑  伊本·鲁世德, Tahafut al-Tahafut (The Incoherence of the Incoherence) trans. Simon Van Der Bergh, Luzac & Company 1969, sections 529–536
2. ↑  Savage, C. Wade. "The Paradox of the Stone" Philosophical Review, Vol. 76, No. 1 (Jan., 1967), pp. 74–79 doi:10.2307/2182966
3. 1 2   Geach, P. T. "Omnipotence" 1973 in Philosophy of Religion: Selected Readings, Oxford University Press, 1998, pp. 63–75
4. ↑  托马斯·阿奎那 Summa Theologica Book 1 Question 25 article 3
5. ↑  Mavrodes, George. "Some Puzzles Concerning Omnipotence （页面存档备份，存于）" first published 1963 now in The Power of God: readings on Omnipotence and Evil. Linwood Urban and Douglass Walton eds. Oxford University Press 1978 pp. 131–34
6. ↑  托马斯·阿奎那 Summa Theologica Book 1 Question 25 article 4 response #3
7. ↑   安瑟伦 Proslogion Chap VII in The Power of God: readings on Omnipotence and Evil. Linwood Urban and Douglass Walton eds. Oxford University Press 1978 pp. 35–36
8. 1 2  Hoffman, Joshua, Rosenkrantz, Gary. "Omnipotence" （页面存档备份，存于） The Stanford Encyclopedia of Philosophy (Summer 2002 Edition). Edward N. Zalta (ed.). (Accessed on 19 April 2006)
9. ↑  Descartes, Rene, 1641. 第一哲學沉思集. Cottingham, J., trans., 1996. Cambridge University Press. Latin original. Alternative English title: Metaphysical Meditations. Includes six Objections and Replies. A second edition published the following year, includes an additional ‘‘Objection and Reply’’ and a Letter to Dinet
10. ↑  恩斯特·海克尔. The Riddle of the Universe. Harper and Brothers, 1900.
11. ↑  维特根斯坦 逻辑哲学论 (6.41 and following)
12. ↑   Cowan, J. L. "The Paradox of Omnipotence" first published 1962, in The Power of God: readings on Omnipotence and Evil. Linwood Urban and Douglass Walton eds. Oxford University Press 1978 pp. 144–52
13. 1 2  The Problem of Pain, Clive Staples Lewis, 1944 MacMillan
14. ↑  Loving Wisdom: Christian Philosophy of Religion by Paul Copan, Chalice Press, 2007 page 46
15. ↑  约翰·莱斯利·麦基, "Evil and Omnipotence." Mind LXIV, No, 254 (April 1955).
16. ↑   The Power of God: Readings on Omnipotence and Evil. Linwood Urban and Douglass Walton eds. Oxford University Press 1978. Keene and Mayo disagree p. 145, Savage provides 3 formalizations p. 138–41, Cowan has a different strategy p. 147, and Walton uses a whole separate strategy p. 153–63
17. ↑  Mavrodes, George. "Some Puzzles Concerning Omnipotence" first published in 1963 in 哲学评论 and now in The Power of God: readings on Omnipotence and Evil. Linwood Urban and Douglass Walton eds. Oxford University Press 1978 pp. 131–34
18. ↑  Gore, Charles, "A Kenotic Theory of Incarnation" first published 1891, in The Power of God: readings on Omnipotence and Evil. Linwood Urban and Douglass Walton eds. Oxford University Press 1978 pp. 165–68
19. ↑  City of God, Book 5, Chapter 10
20. ↑  Wittgenstein, Ludwig. proposition 6.5
21. ↑  Wittgenstein, Ludwig. proposition 7
22. ↑  黛维·菲利普（英语：Dewi Zephaniah Phillips） "Philosophy, Theology and the Reality of God" in Philosophy of Religion: Selected Readings. William Rowe and William Wainwright eds. 3rd ed. 1998 Oxford University Press
23. ↑  Hacker, P.M.S. Wittgenstein's Place in Twentieth-Century Analytic Philosophy. 1996 Blackwell
24. ↑   伪狄奥尼修斯, "Divine Names" 893B in Pseudo-Dionysius: The Complete Works. trans Colm Luibheid Paulist Press. 1987. ISBN 0-8091-2838-1
25. ↑   Anselm of Canterbury Proslogion Chap. VII, in The Power of God: readings on Omnipotence and Evil. Linwood Urban and Douglass Walton eds. Oxford University Press 1978 pp. 35–36
26. ↑  "Cum principia quarundam scientiarum, ut logicae, geometriae et arithmeticae, sumantur ex solis principiis formalibus rerum, ex quibus essentia rei dependet, sequitur quod contraria horum principiorum Deus facere non possit: sicut quod genus non sit praedicabile de specie; vel quod lineae ductae a centro ad circumferentiam non sint aequales; aut quod triangulus rectilineus non habeat tres angulos aequales duobus rectis". Aquinas, T. Summa Contra Gentiles, Book 2, Section 25. trans. Edward Buckner
27. ↑  Suber, P. (1990) The Paradox of Self-Amendment: A Study of Law, Logic, Omnipotence, and Change （页面存档备份，存于）. Peter Lang Publishing
28. ↑  Allen, Ethan. Reason: The Only Oracle of Man. （页面存档备份，存于） J.P. Mendum, Cornill; 1854. Originally published 1784. (Accessed on 19 April 2006)